# Raul Seixas
Raul Santos Seixas (Salvador de Bahía, 28 de junio de 1945-São Paulo, 21 de agosto de 1989), también llamado "Raulzito" o "Maluco Beleza", fue un cantor y compositor brasileño, pionero del rock brasileño. Por esa razón es conocido en Brasil como el padre del rock and roll brasileño.

## Biografía
Hijo de Raul Varella Seixas y Maria Eugenia Seixas. Creció en una ciudad de Salvador algo atrasada respecto de los progresos de su época. 
En su casa obtuvo una cultura que lo hizo adelantar a lo que se enseñaba en las escuelas, leyendo copiosamente de la biblioteca de su padre. Hasta el final de su vida se mantuvo preocupado por los avances de su época, algo que se pone en evidencia en su obra. Como decía su compañero musical Paulo Coelho: "Raul Seixas no es pasado, ¡es presente! ¡Futuro!". 

### Inicios
Su gusto musical se fue modelando: primero, por la radio, a través de la cual fue impactado por el éxito de Luiz Gonzaga, y por los viajes en los que acompañaba a su padre (inspector ferroviario), donde oía en las bodegas los desafíos entre repentistas, conformando una "raíz" nordestina que nunca lo abandonaría.
En un segundo momento, en el cine, quedó subyugado con el talento de Elvis Presley, de quien se vuelve fan, decidiendo su rumbo musical: el Rock'n Roll. Además, siempre disfrutó de los clásicos del rock de los años 50 y 60.
Junto a algunos amigos de Salvador, forma un grupo, "Os Relâmpagos do Rock", cambiando el nombre primero a "The Panters", y luego a "Raulzito e os Panteras". El grupo comenzó a hacer rock en el estado de Bahía y en 1967 aceptó una invitación para ir a Río de Janeiro a grabar un disco para Odeón, que resultó un total fracaso.
Poco después volvió a Rio, en 1970-1971, contratado por otro sello, CBS (actual Sony BMG). Allí participó de la producción de diversos artistas de la Jovem Guarda, como Jerry Adriani y Leno e Lilian, entre otros. 
Pero Raul acabó rebelándose. Aprovechando la ausencia del presidente de la empresa, graba su segundo LP (titulado Sociedade da Grã-Ordem Kavernista Apresenta Sessão das 10) (Sociedad de la Gran Orden Kavernista Presenta Sesión de las 10), donde actúa a dúo con Sérgio Sampaio, en aquella época un prometedor sambista. Cuando el presidente se enteró, el disco fue retirado del mercado y él expulsado de la CBS.
En 1972 participó del VII FIC (Festival Internacional de la Canción), promovido por la Rede Globo, alcanzando a clasificar dos de sus temas, lo que le dio proyección nacional.

Raul Seixas, 1972. Archivo Nacional de Brasil.

### Éxito y dolor
En 1973, contratado por Philips (actual Universal Music), grabó el álbum Krig-Ha, Bandolo! con el cual alcanzó el éxito, y estableció una fructífera colaboración creativa con el hoy mundialmente famoso escritor Paulo Coelho.
En 1974, por interpretar el tema Sociedade Alternativa (Sociedad Alternativa) en sus recitales él y Paulo Coelho fueron detenidos y torturados por el DOPS (Departamento de Ordem Política e Social), un cuerpo policial creado por la dictadura militar brasileña (1964-1985) para perseguir a los opositores. Seixas se exilió entonces en Estados Unidos. Mientras tanto el éxito de su segundo álbum, Gîtâ (Gitá) y del tema del mismo nombre, obtuvo un disco de oro, luego de vender 600.000 copias, debido a lo cual decide regresar a Brasil. En ese año se separó de su primera esposa, Edith Wisner, con quien tuvo una hija. En 1975, se casó con Gloria Vaquer, y grabó un nuevo álbum "Novo Aeon" (Nuevo Aeón).
En 1976, lanzó el disco "Há Dez Mil Anos Atrás" (Hace Diez Mil Años) y tuvo su segunda hija, Scarlet.
A partir de 1977 publicó otros tres álbumes con WEA (hoy Warner Music Brasil), que tuvieron gran éxito de público pero disgustaron a la crítica. En este período, se intensificó su trabajo conjunto con su amigo Claudio Roberto, con quien compuso varias de sus canciones más conocidas, como "Maluco Beleza", "O Dia em que a Terra Parou" (El Día que la Tierra Paró), "Rock das Aranha" (Rock de las Arañas), "Aluga-se" (Se Alquila), etc.
Desde 1978 comienza a tener problemas de salud debido al consumo de alcohol. En ese año conoce a Tania Menna Barreto, con quien se casó después de dejar a su segunda esposa. En 1979 se separó de Tania y conoció a Angela Affonso Costa (Kika Seixas), con quien se casó poco después. Tras su inesperado embarazo, pronunció una de sus célebres frases: "No al aborto..."

### Ocaso
En 1980, lanzó un nuevo álbum, Ábrete Sésamo y rescindió el contrato con CBS. En 1981 nació su tercera hija, Vivian, fruto de su casamiento con Kika.
Sus dos álbumes siguientes ("Raul Seixas" en 1983 y "Metrô linha 743" en 1984) y el libro As Aventuras de Raul Seixas na Cidade de Thor (Las Aventuras de Raul Seixas en la Ciudad de Thor) volvieron a ser un éxito. Sin embargo su alcoholismo y sus constantes internamientos  para tratar de desintoxicarse volvieron a cerrarle las puertas de las compañías discográficas.
En 1985 se separó de Kika Seixas. El 1 de diciembre de ese año realizó un concierto en el Estádio Lauro Gomes, de São Caetano do Sul. Esa sería su última actuación en directo hasta 1988, junto con Marcelo Nova.

En 1986 obtuvo un contrato con la compañía discográfica Copacabana, (propiedad de EMI), y grabó el álbum (UAH-BAP-LU-BAP-LA-BEIN-BUM), nuevamente con éxito de ventas, presentándose en programas de televisión, como Fantástico. En esa época conoció a Lena Coutinho, con quien comenzó a vivir. A partir de ese año, estrechó relaciones con Marcelo Nova (participando en el álbum "Duplo Sentido" (Doble Sentido), de la banda Camisa de Vênus.

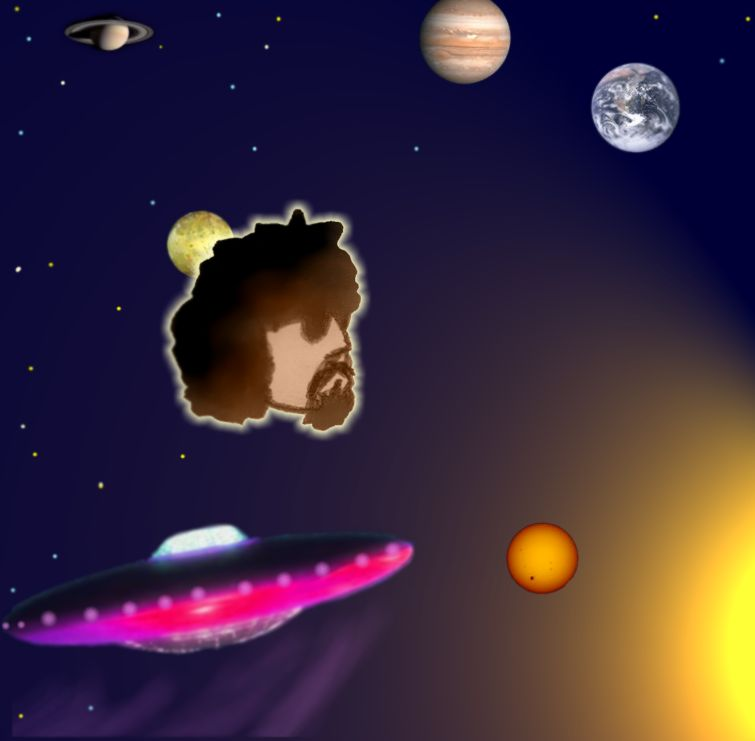
Universo Alternativo

En 1988 realizó su último álbum solo, A Pedra do Gênesis. Invitado por Nova, hizo algunos shows en Salvador, después de no haber pisado un escenario durante tres años.
En 1989 realizó una gira con Marcelo Nova, haciendo más de 50 actuaciones en Brasil.

### El "Canto del cisne"
El último álbum lanzado en vida fue realizado junto con Marcelo Nova, titulado "A Panela do Diabo" (La Caldera del Diablo), que fue lanzado por Warner Music Brasil dos días antes de su muerte. 
Raul Seixas murió el 21 de agosto de 1989, a los 44 años de edad. Su cuerpo fue encontrado a las ocho horas de la mañana, por su empleada de hogar, Dalva. Falleció por un paro cardíaco como resultado de su alcoholismo agravado por su diabetes, y por no haber tomado la insulina la noche anterior. Ese le causó una pancreatitis aguda fulminante. "A Panela do Diabo" (La Caldera del Diablo) vendió más de 100.000 copias y llegó a disco de oro póstumo. Le fue entregado a su familia y también a Marcelo Nova, constituyéndose en uno de los discos de mayor éxito.

## Principales éxitos
Entre ellas, Maluco Beleza, Metamorfose Ambulante, Sociedade Alternativa, Gîtâ, Eu nasci há 10 mil anos atrás e Medo da Chuva. Los fanes suelen tener preferencias también por estos temas: Ouro de Tolo, S.O.S., Mosca na Sopa, Tente Outra Vez, Eu Sou Egoísta, Para Nóia, Água viva, y Cachorro-Urubu.

## Discografía
- 1968 - Raulzito e os Panteras
- 1971 - Sociedade da Grã-Ordem Kavernista Apresenta Sessão das 10 (con Sergio Sampaio, Míriam Batucada y Edy Star)
- 1973 - Os 24 Maiores Sucessos da Era do Rock
- 1973 - Krig-Ha, Bandolo!
- 1974 - O Rebu (Banda de sonido original - Raul Seixas & Paulo Coelho)
- 1974 - Gita
- 1975 - 20 Anos de Rock (Reedição de Os 24 Maiores Sucessos da Era do Rock)
- 1975 - Novo Aeon
- 1976 - Há Dez Mil Anos Atrás
- 1977 - Raul Rock Seixas
- 1977 - O Dia Em Que a Terra Parou
- 1978 - Mata Virgem
- 1979 - Por Quem Os Sinos Dobram
- 1980 - Abre-Te Sésamo
- 1983 - Raul Seixas
- 1984 - Metrô Linha 743
- 1985 - Let Me Sing My Rock And Roll (lanzada solamente en LP)
- 1986 - Raul Rock Volume 2
- 1987 - Uah-Bap-Lu-Bap-Lah-Béin-Bum!
- 1988 - A Pedra do Gênesis
- 1989 - A Panela do Diabo (con Marcelo Nova)

### Álbumes póstumos
- 1992 - O Baú do Raul
- 1998 - Documento
- 2003 - Anarkilópolis
- 2005 - Raul Seixas - Série BIS Duplo

### Álbumes en vivo
- 1984 - Ao Vivo - Único e Exclusivo
- 1991 - Eu, Raul Seixas (Show en Praia do Gonzaga, Santos, 1982)
- 1993 - Raul Vivo (Reedición de Ao Vivo - Único e Exclusivo con bonus tracks)
- 1994 - Se o Rádio Não Toca (Show en Brasília, 1974)

### Cajas
- 1995 - Série Grandes Nomes: Raul (Caja con 4 CD y folleto ilustrado)
- 2002 - Maluco Beleza (Caja com 6 CD y libro ilustrado)

## Para ver y oír
- Maluco Beleza, cantado por Raul Seixas en Praia Gonzaga, 1982 (YouTube)
- Maluco Beleza, Raul Seixas (Video oficial), 1978 (YouTube)